# 万岁！毛主席
《万岁！毛主席》，常写作《万岁毛主席》，是一首歌颂中国共产党中央委员会主席毛泽东的政治歌曲，1966年左右见于各地报刊。歌曲采用维吾尔族舞曲风格，节奏欢快。歌曲由勤耕（原名吕庆庚）作词作曲，部分刊物对歌词修改后署名为集体改词，早期刊物亦有称词曲不详。

## 歌词
第一段：金色的太阳，升起在东方，光芒万丈，东风万里，鲜花开放，红旗像大海洋。伟大的领袖，英明的导师，敬爱的毛主席！革命人民心中的太阳，心中的红太阳。万岁，毛主席！万岁，毛主席！万岁万岁万岁万岁万万岁，（嘿）万岁万岁毛主席！
第二段：拨开那迷雾，驱散那乌云，天空多晴朗，革命的航船乘风破浪，前程灿烂辉煌。伟大的舵手，光辉的旗帜，敬爱的毛主席！革命人民跟着您前进，永远不迷方向。万岁，毛主席！万岁，毛主席！万岁万岁万岁万岁万万岁，（嘿）万岁万岁毛主席！